# Toea

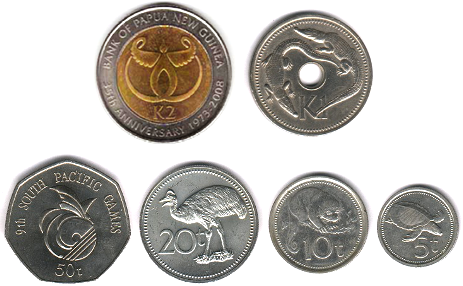
Od lewej od góry: monety 2 i 1 kina, w dolnym rzędzie od lewej: monety 50, 20, 10 i 5 toea

Toea (nazwa w języku hiri motu oznacza cenne rodzaje muszli) – moneta zdawkowa używana w Papui-Nowej Gwinei jako równowartość 1/100 kina. W obiegu występują monety 5, 10, 20 i 50 toea. Od 2002 roku wybijana z mieszanki miedzi i niklu. Od 1980 wybijane są też monety pamiątkowe toea (od 2007 także ze stopu miedzi i niklu).